# Hugh Dowding
Hugh Caswell Tremenheere Dowding, 1st Baron Dowding (Moffat (Schotland), 24 april 1882 – Royal Tunbridge Wells, 15 februari 1970) was een Britse generaal (Air Chief Marshal) van de Royal Air Force (RAF). In de familie van de koelbloedige commandant van de Britse luchtmacht namen de luchtvaart en het leger een belangrijke plaats in.
In 1899 meldde hij zich aan voor de Royal Military Academy in Woolwich. Na het behalen van zijn diploma werd hij artillerieofficier, maar hij had grote belangstelling voor de luchtvaart. Het was een totaal nieuw en fascinerend gebied voor hem. In 1913  begon hij met vliegen, bij de Royal British Aeroclub. Een jaar later, na overplaatsing naar het Royal Flying Corps, behaalde hij zijn diploma aan de Central Air Force Academy in Upavon.
In de Eerste Wereldoorlog werd Dowding overgeplaatst naar Frankrijk waar hij bij het 6e eskader vloog. Tijdens zijn militaire dienst werd hij in 1915 bevorderd tot kapitein-vlieger bij het 16e eskader. In de rang van eskadercommandant werd hij overgeplaatst naar het 9e eskader. Na de oorlog schreef hij enkele stafanalyses, die goed werden ontvangen, en bundelde hij een aantal gevolgtrekkingen van de gevechtsacties die waren uitgevoerd door de Britse luchtmacht. In 1919 trouwde hij.
Vanaf 1927 werkte Dowding op het departement van de luchtvaart, en in 1929 werd hij bevorderd tot vice-luchtmaarschalk. Als lid van een commissie voor bevoorrading en onderzoek bij het departement van de luchtvaart, vestigde hij de aandacht op zich door op assertieve wijze het initiatief tot het bouwen van een nieuw jachtvliegtuig voor de RAF te verdedigen. Na onderhandelingen met de vliegtuigfabriek Hawker werd in juni 1936 een gigantische order voor 600 nieuwe Hurricane-gevechtstoestellen geplaatst. Het prototype van dit revolutionaire toestel maakte zijn eerste vlucht op 6 november 1935. De testvlucht bevestigde de juistheid van de beslissing en Dowding kreeg veel lof toegezwaaid. Toen het gevechtstoestel in 1937 werd gepresenteerd aan de luchtmachteenheden bleek dat ook de piloten bijzonder content waren.
Hugh Dowding zag nog geen reden om op zijn lauweren te gaan rusten. Hij stelde een grondige reorganisatie van de gehele RAF voor en vond daarvoor medestanders. Na enkele kleine aanpassingen begon de totale reorganisatie in 1936. De Hurricanes werden nog niet binnen alle eskaders gebruikt, maar Dowding pleitte voor het ontwikkelen van de moderne Supermarine Spitfire jager, die op 5 maart 1936 zijn eerste vlucht maakte.
Tussen 1936 en 1940 was hij de opperbevelhebber van Fighter Command, het jageronderdeel van de RAF en begon hij heel voortvarend grote stappen vooruit te zetten. In die functie speelde hij een doorslaggevende rol bij het verhinderen van een invasie van het Verenigd Koninkrijk door het Duitse leger tijdens de Tweede Wereldoorlog. Hij moderniseerde het systeem van bevelvoering door het luchtruim te verdelen in operationele sectoren, die werden toebedeeld aan specifieke gevechtsgroepen. Bovendien zette hij een keten van op van radarstations met radiocontrole. Hij rustte het commando uit met moderne radio-communicatiemiddelen en bracht de activiteiten samen in controlekamers voor specifieke sectoren, waar de vrouwen van de Women's Auxiliary Air Force Service (WAAF)werkten. Ondanks de enorme moeilijkheden en tegenstand die hij ondervond, werkte hij systematisch door aan het systeem dat niet veel later Engeland van de ondergang zou redden. Op 1 januari 1937 werd hij tot generaal bevorderd.
De gewoonlijk strenge en afstandelijke Dowding voerde op buitengewoon vakkundige wijze het bevel over de luchtmacht. Natuurlijk maakte hij wel eens een inschattingsfoutje, zoals over de deelname van Poolse piloten aan de Battle of Britain. In eerste instantie was hij daar tegen, want hij dacht dat hij niet zou kunnen vertrouwen op hun bekwaamheid en hun scherpte in het gevecht. Maar hij veranderde al gauw van gedachten toen zij hun buitengewone moed, tactische vaardigheden en hun bekwaamheid als piloot konden laten zien.
Algemeen wordt aan hem het winnen van de slag om Engeland in 1940 toegeschreven, waar hij het bevel voerde over 3.000 piloten, waaronder 144 Polen. Maar Dowdings meerderen gaven niet bepaald blijk van erkentelijkheid. Dowding kreeg nooit de rang van Marshal of the RAF, en toen de slag om Engeland in november 1940 voorbij was, werd hem de positie van Fighter Air Force Commander ontnomen. De zwijgzame, koele, maar eerlijke en achtenswaardige commandant was bijzonder geschokt.
Zijn vooruitziende blik en de precisie waarmee hij het verloop van acties voorspelde en de vijand taxeerde, kregen veel bijval, evenals de manier waarop hij het bevel voerde. Toch kwam hij in conflict met Winston Churchill, die naast minister-president ook minister van Defensie was.
Hij was een veteraan van de Eerste Wereldoorlog. In 1940 zou hij de RAF verlaten omdat hij de pensioengerechtigde leeftijd had bereikt, maar dit werd uitgesteld tot na de slag om Engeland.
Na de slag fungeerde hij als verbindingsofficier in de VS. In 1942 nam hij ontslag en wijdde hij zich aan het schrijven van zijn memoires. Hij ontving de hoogste onderscheidingen, zoals het Grand Cross of Victoria Order (GCVO), de Order of the Bath Commandery en de Chivalry of St. Michael and St. John's Order. Bij de première van de film The Battle of Britain in 1969 trad hij voor het laatst in de openbaarheid. Bij zijn aankomst, in een rolstoel, kreeg hij een enthousiast applaus van de 350 aanwezige piloten die hadden deelgenomen aan de heroïsche strijd met Hitler's Luftwaffe. Ook vele Poolse piloten waren erbij. Dowding had altijd kunnen rekenen op de waardering van de piloten, en zij wisten hem altijd op de juiste waarde te schatten, ondanks zijn niet zo meegaande karakter.
Hugh Dowding overleed op 15 februari 1970.

## Militaire loopbaan
- Second Lieutenant: 18 augustus 1900[1]
- Lieutenant: 8 mei 1902[1]
- Captain: 18 augustus 1913[1]
- Tijdelijk Major: 17 maart 1915[1]
- Major: 30 december 1915[1]
- Tijdelijk Lieutenant Colonel: 1 februari 1916[1]
- Tijdelijk Colonel: 1 januari 1917[1]
- Lieutenant Colonel: 1 januari 1918[1]
- Tijdelijk Brigadier-General: 23 juni 1917[1]
- Titulair Lieutenant Colonel: 1 januari 1918[1]
- Colonel: 1 april 1918[1]
- Group Captain: 1 augustus 1919[1]
- Air Commodore: 1 januari 1922 (1 augustus 1919)[1]
- Air Vice Marshal: 1 januari 1929[1]
- Air Marshal: 1 januari 1933[1]
- Air Chief Marshal: 1 januari 1937[1]

## Decoraties
- Ridder Grootkruis in de Orde van het Bad
- Ridder Grootkruis in de Koninklijke Orde van Victoria
- Lid in de Orde van Sint-Michaël en Sint-George